# Bolszegnieuszewo
Bolszegnieuszewo (ros. Большегнеушево) – wieś (ros. село, trb. sieło) w zachodniej Rosji, w sielsowiecie nikolnikowskim rejonu rylskiego w obwodzie kurskim.

## Geografia
Miejscowość położona jest nad rzeką Amońka, 4,5 km od centrum administracyjnego sielsowietu nikolnikowskiego (Makiejewo), 19,5 km od centrum administracyjnego rejonu (Rylsk), 114 km od Kurska.

## Demografia
W 2010 r. miejscowość zamieszkiwało 301 osób.